# John McCrea
John McCrea (Belfast, 1966) é um desenhista de história em quadrinhos mais conhecido por suas colaborações com o escritor Garth Ennis. Despontou no mercado norte-americano em 1993, trabalhando na revista The Demon da DC Comics e a seguir em seu spin-off, Hitman, publicado de 1996 a 2001.